# 科爾德沃特鎮區 (密歇根州伊莎貝拉縣)
科爾德沃特鎮區（英語：Coldwater Township）是位於美國密歇根州伊莎貝拉縣的一個行政鎮區。

## 地方資料
科爾德沃特鎮區的面積為93.10平方千米，當中陸地面積為92.90平方千米，而水域面積為0.20平方千米。根據2020年美國人口普查的數據，當地共有人口801人，而人口密度為每平方千米8.6人。